# BIXXIS

BIXXIS（伊: BIXXIS Srl、ビクシーズ、ビクシズ）は、イタリアのハンドメイドスポーツ自転車ブランドの名門ロードバイクメーカー、デローザ社の創業者ウーゴ・デローザの次男ドリアーノ・デローザが2015年に設立したブランド。
社名はBiciclette Italiane per il XXI Secolo（21世紀のイタリアンバイシクル）の頭文字から取った。
ドリアーノ・デローザは14歳から父の工房で自転車づくりを手伝い始め、ウーゴがフレーム作りから引退した後も長年デローザ社のスチールフレームバイクづくりを支えた。スチールフレーム全盛期、同社にはエディ・メルクスなどロードレース界の一流選手がウーゴ・デローザが作るフレームを求めて多く訪れていた。ドリアーノは父のもとで経験を積み、そのノウハウを受け継いだことから、全盛期を肌で知る貴重なフレーム職人と言える。
とりわけ、後年台頭してきたチタン素材のフレーム作りにおいてはドリアーノが研究・開発した功績が大きく、チタンフレームの第一人者として世界中で名を知られており、BIXXISブランドによるチタンフレームが待望されている。

第一弾のPRIMAは2016年度NAHBS（North American Handmade Bicycle Show）において、最優秀賞にあたるPresident's ChoiceおよびCampagnolo Awardを受賞した。

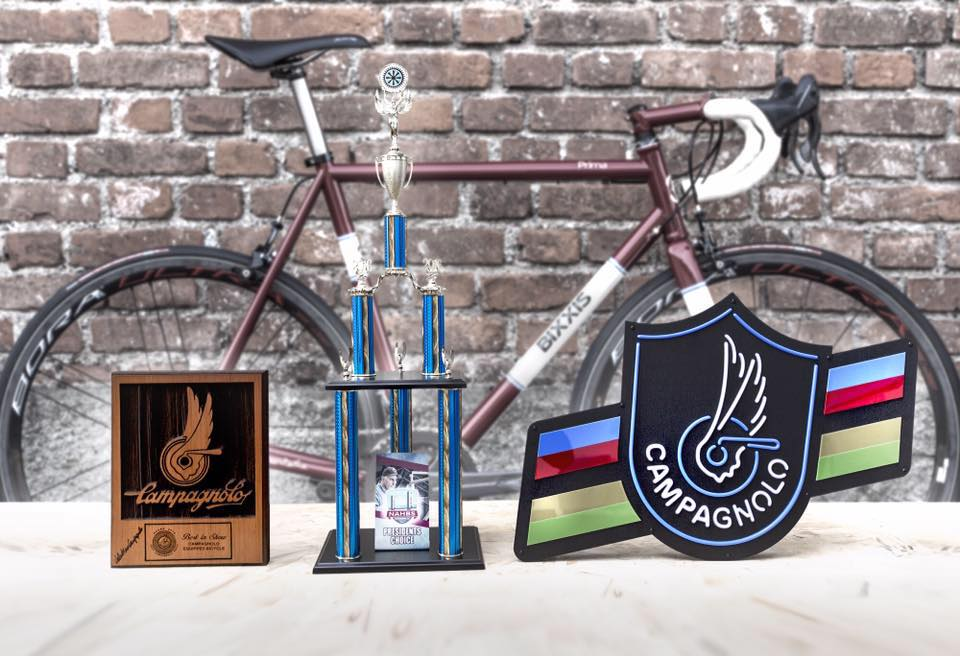
2016年NAHBS受賞したBIXXIS PRIMA